# دريم ليغ سوكر
تُعرف دريم ليج سوكر (بالإنجليزية: dream league soccer) أو اختصارا ب DLS حاليا باسم دريم ليج سوكر 2025 وهي لعبة كرة القدم تمت برمجتها وتوزيعها من طرف فيرست توش جايمز على الأندرويد وكذلك الآي أو إس.
تم إطلاق اللعبة بالنسبة لنظام آي أو إس يوم 25 فبراير 2016، ويوم 9 أبريل من نفس السنة بالنسبة لمستخدمي نظام الأندرويد. 
صورة الغلاف تظهر لاعب نادي ريال مدريد رودريغو و لاعب نادي أتليتيكو مدريد جوليان الفاريز (النسخة الحالية).

## اللعبة
تعتمد دريم ليج سوكر في أساسها على بناء فريق الأحلام الخاص بك في لعبة كرة القدم كما يشير إلى ذلك اسمها.
يبدأ المستخدم اللعبة، حيت يصبح مدربا لفريق يدعى دريم إف-سي (بالإنجليزية dream FC)، حيث يمتلك لاعبين متوسطي الأداء. ويمكن لللاعب تغيير اسم الفريق لأي إسم يريده.
هناك 6 أقسام في اللعبة، حيث يكون اللاعب في البداية في القسم الأكاديمي (بالإنجليزية Academy Division) ثم يصعد تدريجيا للقسم الثالث، ثم الثاني، بعد ذلك القسم الأول ليصل إلى قسم الشباب وفي نهاية المطاف يبلغ قسم النخبة.
هدف اللعبة أن يقوم اللاعب بالتقدم بفريقه وأخده نحو قسم النخبة، وذلك من خلال إكماله لما يطلب منه في كل موسم، ليصبح بذلك أفضل فريق على وجه الأرض.
في حالة ما ربح في قسم النخبة، سيصبح النجم رقم أربعة عشر، وبذلك سيشارك في كأس العالم، وإذا فاز به فسيصبح نجم العالم. وفي حالة ما فاز به مجددا، سيعود للعب أسطورة فيرست توش يونايتد (بالإنجليزية First Touch United) من خلال اختيار فريق الأحلام الذي سيشارك في التحدي النهائي، ثم سيعود لدوري النخبة في حالة الفوز وستتكرر الدورة.
هذه اللعبة تمكنك من تكوين فريق الأحلام الخاص بك، وتستطيع تغيير اسمه وكذلك ترقيته ثم تعديل الملعب الخاص به وذلك بهدف تحدي فرق أخرى في نفس اللعبة أون لاين. اللعبة مجانية ولكن هناك بعض المواد التي يمكنك شرائها بمال حقيقي من أجل تقديم أداء أفضل. 

## التحديثات
على خلاف لعبة فيفا ستريت وبرو إفولوشن سوكر، فيرست توتش جيمز لا تنتج ألعاب جديدة كل سنة، حيث يكتفي المطورون بتحديث نفس اللعبة.
ثم إصدار اللعبة بداية تحت مسمى دريم ليج سوكر 2016 وبعد ذلك ثم تحديثها وغُيرت إلى دريم ليج سوكر في أكتوبر من عام 2016. وفي 16 مارس 2017 ثم تحديث اللعبة بالكامل، حيث شمل هذا التحديث الأخير مسألة الجرافيكس وكذلك اللاعبين، كما ثم تغيير اسمها إلى دريم ليج سوكر 2017.  في 16 نوفمبر 2017، تم تحديث اللعبة من جديد وسميت دريم ليغ سوكر 2018، وأطلقت على آب ستور وغوغل بلاي.

## التقييم
| المتجر    | تقييم |
| --------- | ----- |
| جوجل بلاي | 4.6/5 |
| آي تيونز  | 4.5/5 |

غالبية التقييمات والانتقادات وردود الفعل التي وصلت للعبة من مستخدميها كانت إيجابية، باستثناء أمر واحد وهو اعتماد اللعبة على المشتريات، حيث حصلت على 5 من 10 من طرف المجلة الأوروبية جيم كراييتور، كما اعتبرت من لعب الذكاء الموجودة في بلاي ستور. هذا بالإضافة إلى تحميلها أزيد من 50 مليون مرة في متجر جوجل بلاي، كما فازت اللعبة بجائزة أحد أفضل الألعاب لسنة 2016 على نفس المتجر.